# Trichoniscus biformatus
Trichoniscus biformatus là một loài chân đều trong họ Trichoniscidae. Loài này được Racovitza miêu tả khoa học năm 1908.